# Ağdərə
Ağdərə (orm. Աղդերե lub Մարտակերտ, Martakert) – miasto w rejonie Tərtər w Azerbejdżanie, do 2023 stolica rejonu Martakert nieuznawanego państwa Republika Górskiego Karabachu.
Miejscowość wchodziła w skład Imperium Rosyjskiego, a w czasach radzieckich była częścią Nagorno-Karabachskiego Obwodu Autonomicznego.
Martakert to najbardziej na północ wysunięte miasto Górskiego Karabachu. W czasie wojny znacznie ucierpiało, gdy siły ormiańskie i azerskie walczyły o kontrolę nad miastem. 
Znajduje się tu Kościół św. Jana Chrzciciela (Surp Howhannes Mykyrticz) z 1883, który został odrestaurowany w 2003.
8 października 2010 władze miasta podpisały umowę o współpracy z leżącym w Armenii miastem Wagharszapat.

## Klimat
Klimat umiarkowany ciepły. Opady deszczu są znaczące, występują nawet podczas suchych miesięcy. Klasyfikacja klimatu Köppena-Geigera Cfa. Na tym obszarze średnia temperatura wynosi 13,4 °C. W ciągu roku średnie opady wynoszą 426 mm. Najsuchszym miesiącem jest styczeń z opadami na poziomie 15 mm. W maju opady osiągają wartość szczytową ze średnią 71 mm. Różnica w opadach pomiędzy najsuchszym a najbardziej mokrym miesiącem wynosi 56 mm. Najcieplejszym miesiącem w roku jest lipiec ze średnią temperaturą 25,3 °C, z kolei najzimniejszym miesiącem jest styczeń ze średnią temperaturą 2,0 °C. Wahania roczne temperatur wynoszą 23,3 °C.

## Galeria

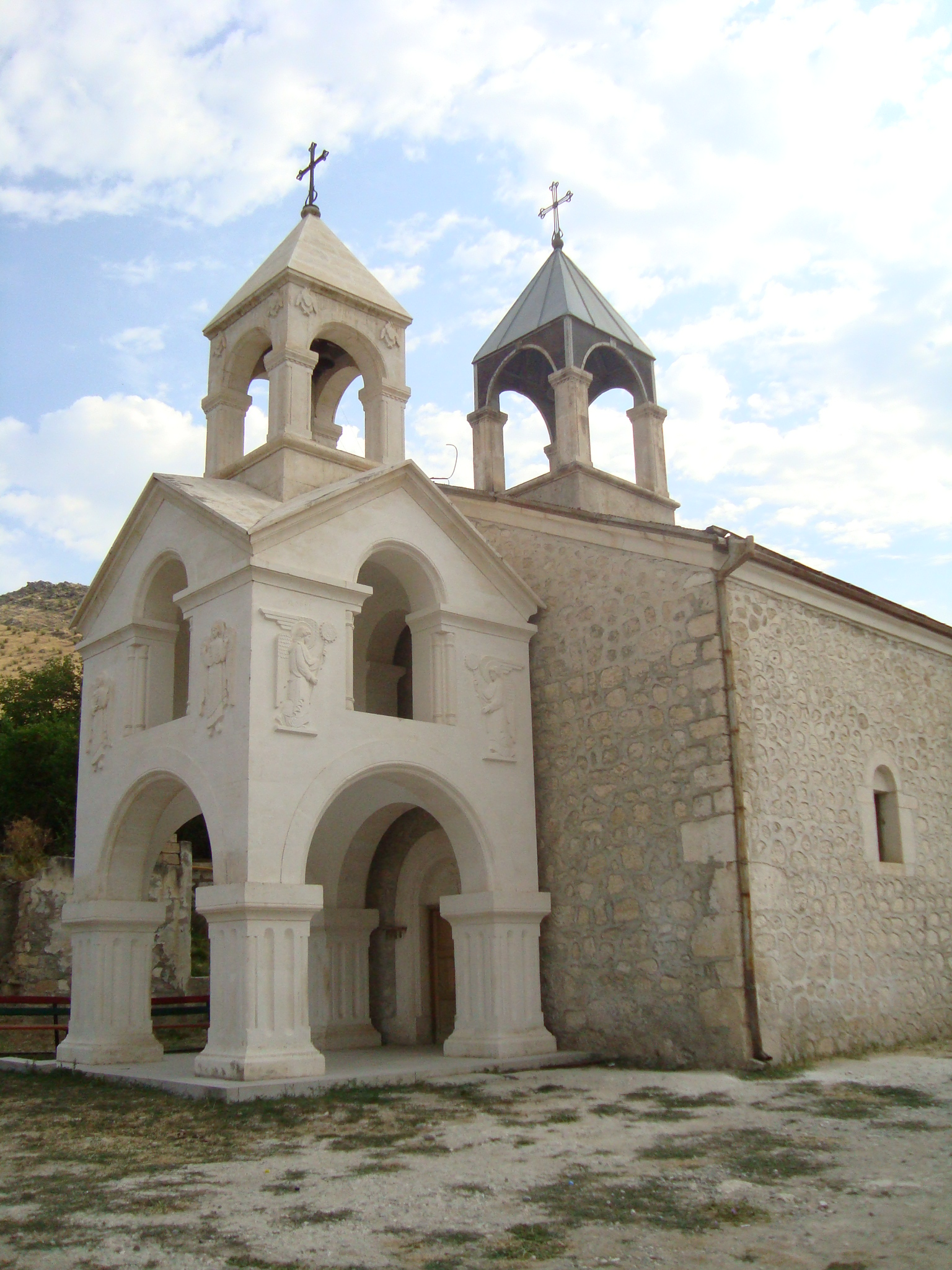
Kościół
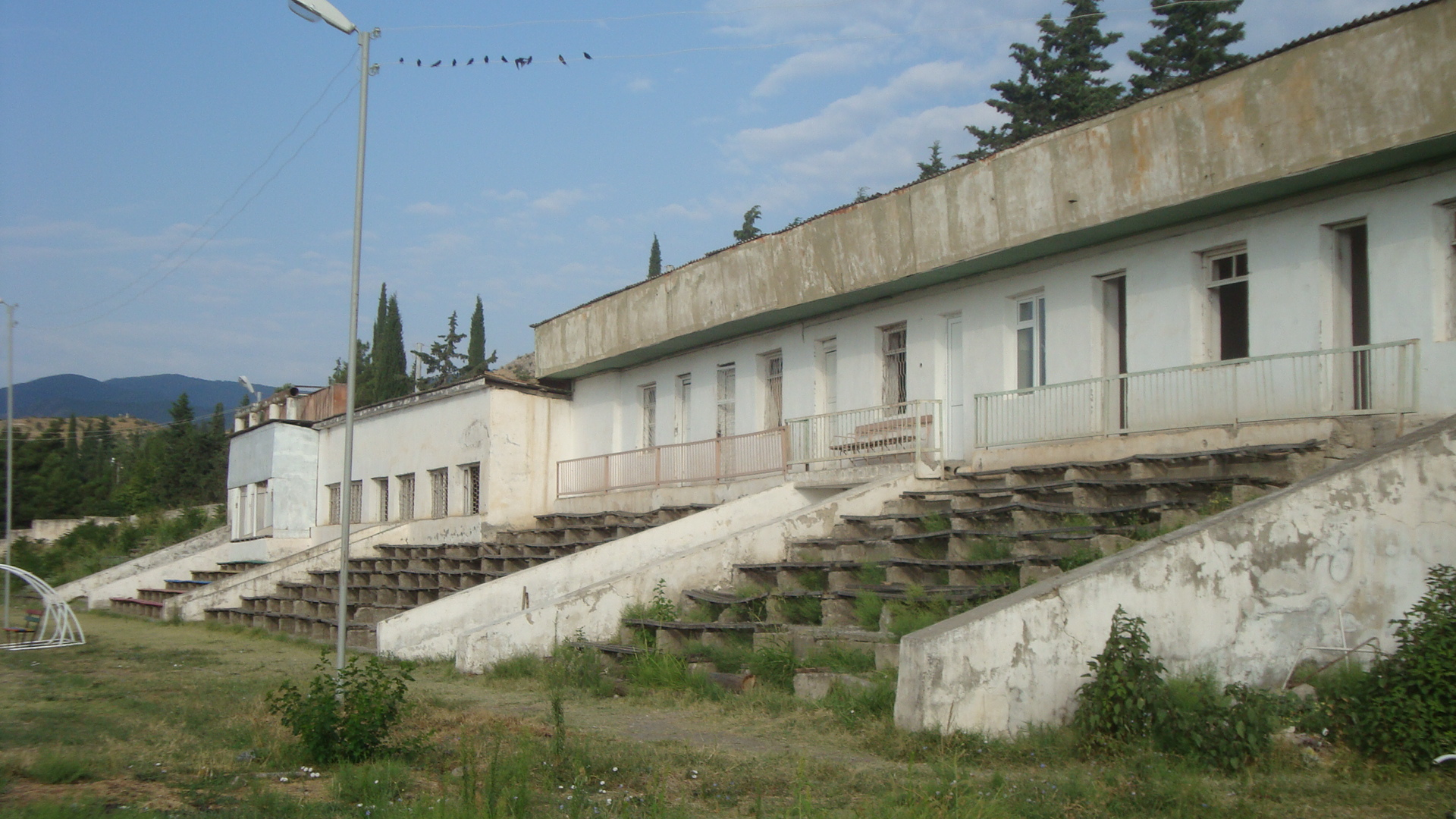
Trybuny stadionu
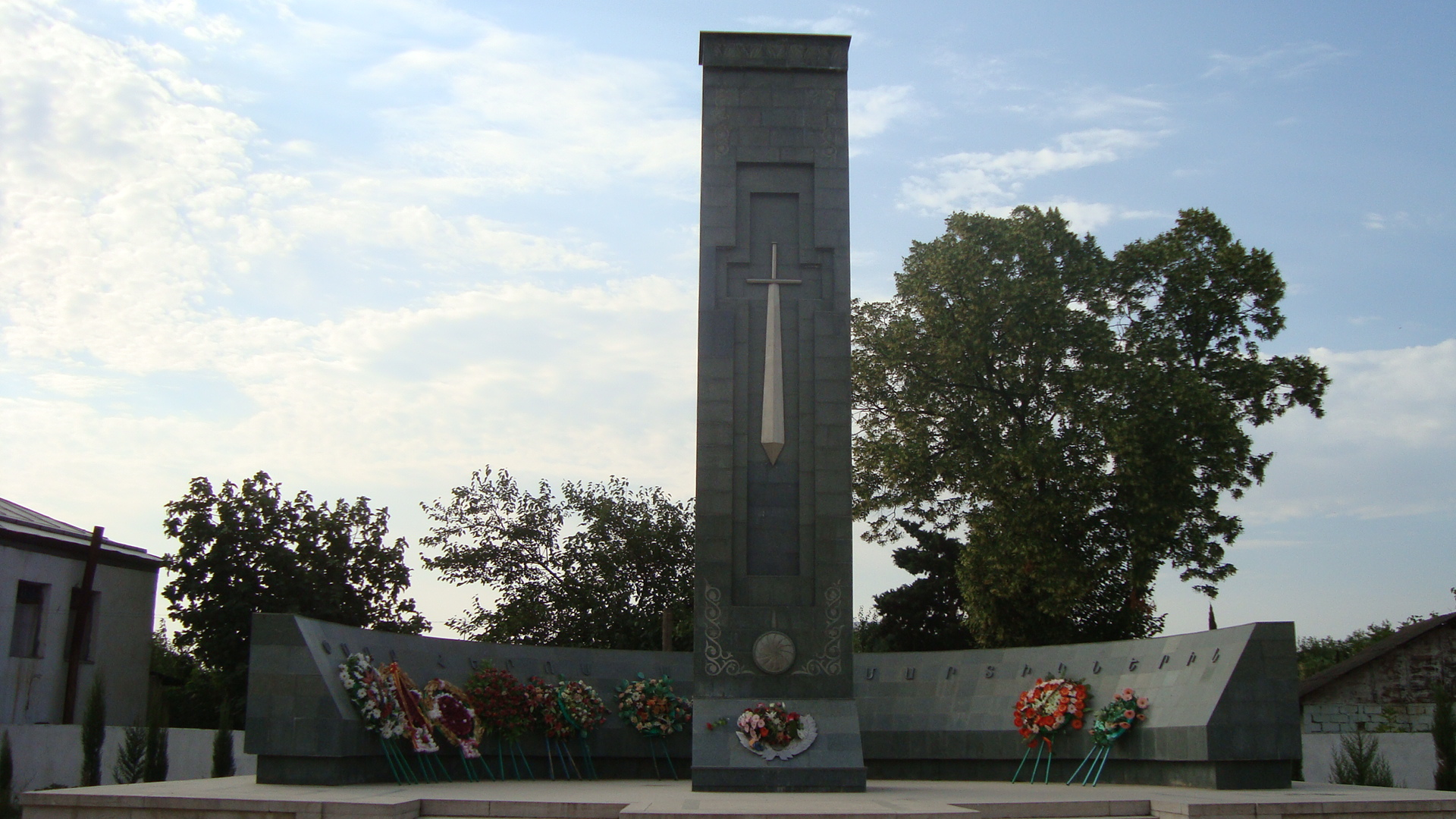
Pomnik wyzwolenia
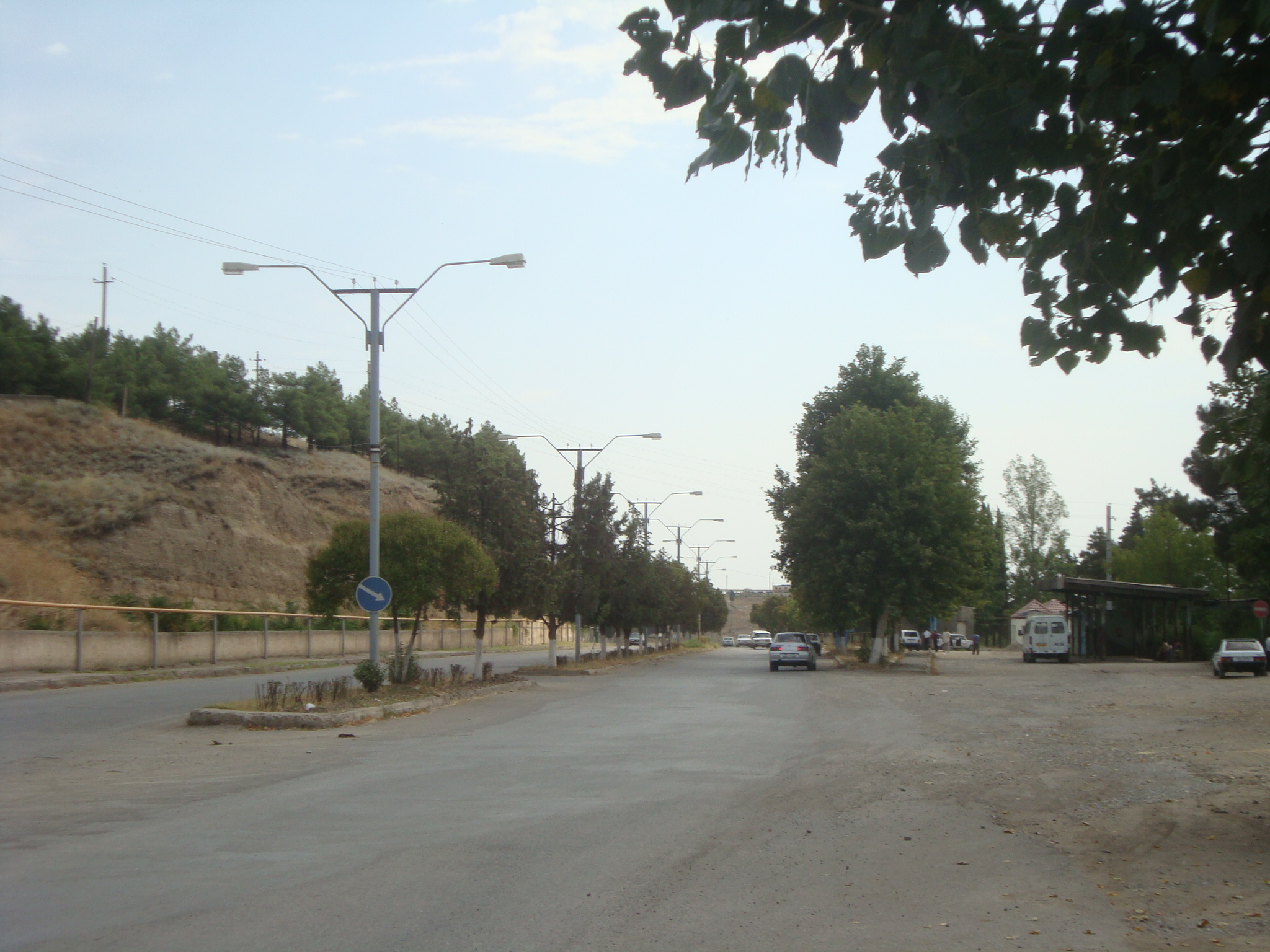
Ulica z przystankiem autobusowym po prawej